# Combine
The Combine, eller Universal Union, er et fiktivt imperium fra Half-Life universet, som blev introduceret i Half-Life 2 som spillets hovedfjende. En rolle som de desuden har beholdt i de følgende fortsættelser.

## Portrættering
Combine-imperiet bliver tilsyneladende styret af de mytiske lemme- og ansigtsløse Advisors. Imperiet udvider sig ved at overtage planeter, og derefter trællebinde den invaderede planets dominerende art, ved at transformere dem til hjernevaskede super-soldater ved hjælp af bioteknik og mekaniske hjælpemidler. Samtidig forhindrer de, at de ikke-modificerede beboer reproducerer sig.

## Historie

### Invasion af jorden
Efter hændelserne i Half-Life får Combine en mulighed for at invadere jorden takket være de forstyrrelser Nihilianths død forudsagde. Combine bruger deres avancerede telepoteringsteknologi til at overfalde jorden i et massivt overraskelsesangreb. Jordens samlede styrker er fuldstændigt forsvarsløse, og de bliver totalt besejret i løbet af 7 timer. Black Mesas tidligere administrator, Wallace Breen, overrækker jordens officielle overgivelse og bliver af Combine udnævnt til jordens hersker. Wallace Breen udnævner derefter City 17 til jordens hovedstad. Samtidig placerer Combine deres hovedbygninger, Citadellerne, rundt omkring på jorden som et tegn på deres dominans.

### Half-Life 2 serien
Da Gordon Freeman bliver sendt tilbage til jorden af G-Man i starten af Half-Life 2, har Combine-imperiet hersket på jorden i en ikke-nærmere-specificeret periode på 15-25 år. Støttet af oprørshæren lykkes det for Gordon at ødelægge Combines Citadel i City 17 hvilket afskærer Combines enheder på jorden fra resten af hæren. I løbet af de følgende episoder forsøger Combine at genoprette kontakt til hovedkontrollen via de ustabile energistrømninger som den ødelagte Citadel udsender, i slutningen af Half-Life 2: Episode Two lykkes det dog for oprørshæren at opsende en satellit der forhindrer denne form for kommunikation.

## Militær
Den primære militære kraft af Combines på Jorden er menneskelignende Combine Overwatch (omtalt af Doctor Breen som "Transhuman Arm i Sektor 17 Overwatch"): mennesker, som er blevet ændret til "transhuman" (eller "post-menneskelige", som nævnt af Dr. Kleiner) cyborgs. De er de mest hyppigt stødt fjender overalt Half-Life 2. Det er dog vigtigt at bemærke, at Combines civilbeskyttelse, i modsætning til Overwatch soldaterne, ikke er kontrolleret ved hjælp af implanterede maskiner, men er frivillige i organisationen. Med stigninger i rang følger fjernes mere og mere af deres menneskelighed, såsom erstatning af vitale organer og hukommelsesudskiftning. Oprørenes graffiti og plakater referer en smule hånligt til disse menneskelignende Combines med det latinske navn Homo Sapiens Combinus.